# Pintor de Epítimos
El Pintor de Epítimos fue un pintor de vasos de cerámica ática de figuras negras. Estuvo activo en Atenas a mediados del siglo VI a. C. perteneció al grupo de los Pequeños maestros.
El pintor de Epítimos recibe su nombre convenido en honor al alfarero Epítimos, cuyas tres copas marginales firmadas fueron todas pintados por él.
- Copenhague, Museo Nacional de Dinamarca 13966
- Nueva York, Museo Metropolitano de Arte 25.78.4
- Malibú, Museo J. Paul Getty 86.AE.157
- Otras dos copas sin firmar pueden atribuirse a este pintor por razones estilísticas:

- Copa de labios en Karlsruhe, Museo Estatal de Baden 69/61
- Copa de bandas en Atlanta, Museo Michael C. Carlos 1990.4.1

Le gustaba decorar el borde de las copas en ambos lados con cabezas de dioses.
Siempre se ha supuesto que este pintor pertenece al círculo de Lido, pero Michalis Tiverios pudo demostrar por razones estilísticas que el Pintor de Epítimos es el propio Lido.